# Spilasma duodecimguttata
Spilasma duodecimguttata là một loài nhện trong họ Araneidae.
Loài này thuộc chi Spilasma. Spilasma duodecimguttata được Eugen von Keyserling miêu tả năm 1879.